# Căldăraru (gmina)
Căldăraru – gmina w Rumunii, w okręgu Ardżesz. Obejmuje miejscowości Burdea, Căldăraru i Strâmbeni. W 2011 roku liczyła 2562 mieszkańców.